# 西つよし
西 つよし（にし つよし、1957年4月8日 - ）は、日本の作曲家、歌手。本名：西 猛（にし つよし）。
滋賀県近江八幡市出身。

## 略歴
岐阜市柳ケ瀬で流しをやっていた父の影響で幼少期よりドラムやギター等の楽器演奏をたしなむ。中学2年生の時にフォークバンド、ベルヤングを結成し音楽活動を始める。高校3年生の時に京都リバーズプロダクションにスカウトされソロのフォークシンガーとして活動。その後、演歌の作曲家を志し滋賀歌謡スタジオを立ち上げ、歌唱指導の傍ら作曲活動を続ける。39歳で一念発起し東京での作曲活動を始めた。
作曲活動の傍らライブ活動も精力的に行い、ファンキーパパ、とんちんかんず、風見鶏ブルースバンド、つよしGAとおる、すぎもとバンド等多くのユニットで活躍。そんな中、西つよし＆SHIGEZO BANDのステージで歌っていた「ただ、会いたい～母へ～」が話題となり、53歳にして日本クラウンよりCDデビューを果たすこととなった。

## 受賞
- 「花園しぐれ」長山洋子 ビクターエンタテインメントヒット賞
- 「哀愁エリア」門倉有希　㈳日本作曲家協会主催 第5回ソングコンテスト：グランプリ
- 「じょんから女節」長山洋子 第36回日本有線大賞：有線音楽優秀賞（演歌）
- 「望郷ひとり泣き」長山洋子 日本音楽著作家連合主催：2008年度 藤田まさと賞
- 「能登の海鳴り」竹村こずえ　日本クラウンヒット賞
- 「愛はさりげなく」五十川ゆき　日本クラウンヒット賞
- 「大阪ロンリネス」田中あいみ]第64回輝く！日本レコード大賞：最優秀新人賞

## 主な作曲
- 長山洋子 「花園しぐれ」「じょんから女節」「じょっぱりよされ」「望郷ひとり泣き」「門付け兄妹旅」「下北のバス」「冬あざみ」「愛」「青空」「白い着物」「洋子の・・・名残月」「白神山地」
- 長山洋子＆西つよし 「LOVE for TWO」
- 門倉有希「哀愁エリア」（山川三郎）「穢れなき瞳 -I sing for you-」
- 岩出和也「大阪の月」
- パク・ジュニョン「恋の炎」「レディ・ジョーカー」
- 西つよし「ただ、会いたい～母へ～」「詫びるように･･･ブルース」「月あかり～いつかはきっと～」「さよならなんて」
- 三沢あけみ「ふられの酒」「幸せの赤い酒」
- 中村美律子「段平いのち」「花月亭」
- 山川豊「友情（とも）」「柳川慕情」
- 鳥羽一郎「雁の宿」「風を起こせ」
- 水沢明美「演歌みたいな人生だけど」「昭和時代のいい男」
- 大石まどか「居酒屋「津軽」」「能登しぐれ」「娘馬子唄」「蝉時雨」「夕陽しぼり坂」
- 大石まどか＆西つよし「あの日のまま」
- 長保有紀 「アンアンしなけりゃ意味がない」「さすらい夜曲」「紅のブルース」
- 尾鷲義仁「ひとときの恋」「青春挽歌」
- 一葉「涙のリバー」「虹になる」
- 石上久美子「逢いたくてアイヤーアイヤー」「昭和子守唄」「あばれ三味線」
- 金松ペア「女じょんから二人旅」
- 佳山明生「はぐれ泣き」
- 平浩二「桜の花びら五線紙に」「ぬくもり」
- 林あさ美「望郷流れ星」
- 田中あいみ「大阪ロンリネス」「GOOD BY EFOREVER」「恋無情」「孤独の歌姫」「シニカル・レイン」「涙のリバー」
- 竹村こずえ「能登の海鳴り」「逆さ月」「佐渡のわかれ唄」「こずえのトラック野郎」「越前恋おんな」「東京・青森」「あかね雲」「あかんたれのバラード」「おんな三味線ながれ節」「あんたが命やった」「十六夜月の女恋歌」「こんなふうに」「小手毬草」「春遠からじ」「浮世・色恋沙汰」「こんな女でも」
- 五十川ゆき「くれない月夜」「プライド」「惚れた女の恋の道」「津軽のおんな」「焔の酒」「愛はさりげなく」「抱いてあげる」「涙のつづき」「二度目の青春」「タンゴな夜のタンゴ」
- 瀬川瑛子「夢のように日は過ぎて」
- さくらまや「ふるさとは茜色」
- 松平健「北慕情」
- 松平健＆三田杏華「松山の夜」
- 坂井一郎「横須賀シェリフ」
- 松永ひとみ「港じゃんがら帰り船」「待雪草」
- 北見恭子「望郷月夜」
- 清水節子「女の砂時計」「夕焼けのブルース」「ごめんね大丈夫」
- ファン・カヒ「Jealousy」「I love youを聞かせて」「真昼の白い月」「キスより優しく」「メランコリーに抱かれて」「この両手を離さないよ」「泣かせてトーキョー」「大阪レイン」「テ・キエロ・ムーチョ～あなたを愛してる～」「人生やり直せたら」
- 桂竜二 「津軽･･･一絃の風」「男の挽歌」
- チャン・スー「大阪シルエット」
- 塩乃華織「七尾線」「ありふれた口づけ」「きのくに線」「しあわせの隣り」「命さらしても」「Rain」「白夜行」「居酒屋「酒の縁」」
- 可愛ゆみ「下北ひとり」「私も女」「垂雪～しずりゆき～」「花の路・花の時」
- 多島恋「海峡冬しぐれ」「帰愁」「女の演歌」「黄昏ひとり」
- 花園直道「じょんからロック」
- 浅田あつこ「恋するだるま」「米原の雪」
- 美咲有里「涙のカフェテラス」
- はまのまい「愛のくらし」
- 一条聖矢「今はただ･･･」「昔の男」
- うえだとしこ「うたかたのタンゴ」「さよならをワイン色の染めて」
- 水田惠子「二年坂」「まんまるお月様」
- 瀬戸香月「ほろ酔い月夜」「愛を忘れないで」
- 三木ゆかり「紅の雨」「名残り雨」
- みやま健二「能登の灯祭り」「太鼓男祭り」「あゝおふくろよ」
- さの美佳「La vie～わたしの人生」
- さの美佳＆杉田義孝「チュー！リップ」
- 緑川恵子「情なし月夜」
- 竹田博之「愛に疲れても」「人生・上り坂」
- 島あきの「倖せかくれんぼ」
- 香取幸江「月の舟」
- 伊達めぐみ「よっしゃよっしゃソーラン節」「私八王子育ちです」
- 遥みち子「流星が飛ぶ」
- ゆき美如「なみだのヒロイン」「星に座って」
- あずみ万里子「愛が消えないように」「冬の道草」
- ロリータ「ハートブレイク・カフェ」
- 高瀬一郎「紅千鳥」
- 桂木龍「今日この時」
- 太田あゆみ「心だネ･･･女は」
- 松川祥子「女のいのち」
- 京まゆみ「夢花火」「笑う門には福来る」
- 天城実「北のゆきこ」「男さすらい」
- そのまき「北海男船」（山川三郎）
- 美酉潤「望郷子守唄」「愛の流れ」「平成かぐや姫」「夕焼けコンビニ」「ダイヤモンドダスト」「桜の花びら五線紙に」「都会の月」「女のグラス」